# Cru des Fagnes
Pour les articles homonymes, voir Fagne.
 (avril 2021).
Si vous disposez d'ouvrages ou d'articles de référence ou si vous connaissez des sites web de qualité traitant du thème abordé ici, merci de compléter l'article en donnant les références utiles à sa vérifiabilité et en les liant à la section « Notes et références ».
Le Cru des Fagnes est un fromage au lait de vache produit à Werbomont (province de Liège, Région wallonne, Belgique).

## Nom
Le nom du fromage indique qu'il est fabriqué à base de lait de vache cru. Comme le boû d'Fagne, il fait référence aux Fagnes situées à l'est de la Belgique.

## Description
Il s'agit d'un fromage biologique à pâte molle et à croûte fleurie d'un poids d'environ 800 grammes et d'une forme ronde de 180 mm de diamètre pour une épaisseur de 30 mm. Sa forme, son goût et sa constitution font penser au brie de Meaux. C'est un fromage au lait cru de vache à la pâte souple et onctueuse.  Sa teneur en matière grasse est de 50 % par rapport à la matière sèche. Ce fromage est actuellement produit à Werbomont (commune de Ferrières) dans les Ardennes liégeoises.
Les fermes biologiques de la région fournissent à  la fromagerie des Ardennes un lait aux propriétés nutritionnelles et organoleptiques exceptionnelles.

## Distinctions
- le Coq de Cristal à la foire agricole de Libramont en 2003.
- élu fromage de l'année 2007 au concours des Fromages de Wallonie du Château de Harzé.

## Pour approfondir